# دیوید آلن هاروی
دیوید آلن هاروی (انگلیسی: David Alan Harvey؛ زادهٔ ۶ ژوئن ۱۹۴۴) عکاس اهل ایالات متحده آمریکا است.